# داراگان کیچانوویچ
داراگان کیچانوویچ (صربی: Драган Кићановић؛ زادهٔ ۱۷ اوت ۱۹۵۳) بازیکن بسکتبال اهل یوگسلاوی بود.
وی در مسابقات کشوری و بین‌المللی در مجموع برندهٔ ۹ مدال طلا، ۳ مدال نقره، ۲ مدال برنز شده‌است.